# Vicente de Lima
Vicente Lenílison de Lima, född 4 juni 1977 i Currais Novos, är en brasiliansk friidrottare, i första hand sprinter.

## 4 × 100 meter
De Lima har varit en del av det brasilianska stafettlaget vid flera mästerskap, sprungit flera finaler och vunnit några medaljer.

### Olympiska spel

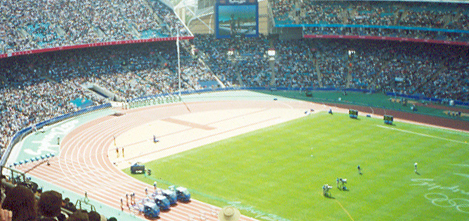
Sydney Olympic Stadium, där de Lima ingick i silverlaget på 4 × 100 meter vid OS 2000

Vid Sydney 2000 tog det brasilianska laget över 4 × 100 meter silver bakom USA. Tiden, 37,90 sekunder, innebar ett nytt sydamerikanskt rekord. Förutom de Lima ingick i silverlaget 2000 Edson Ribeiro, André Domingos da Silva, Claudinei da Silva och Claudio Souza, varav den sistnämnde sprang försöksheat men inte finalen.
I Aten 2004 tog sig stafettlaget åter till final, men kom sist i den. Lagkamrater 2004 var Souza, Ribeiro och Andre Domingos.
Vid OS i Beijing 2008 sprang han i stafettlaget tillsammans med José Carlos Moreira, Sandro Viana och Bruno de Barros. De kom fyra i sitt kval-heat, vilket räckte till finalplats med sjunde bästa tiden. I finalen kom laget precis utanför prispallen på en fjärdeplats med tiden 38,24 sekunder, efter Jamaica, Trinidad och Tobago och Japan.

### Andra mästerskap
Vid VM i Aten 1997 vann det brasilianska stafettlaget sitt försöksheat på den då nya sydamerikanska rekordtiden 38,31. Den tiden putsades till 38,17 när laget via en fjärdeplats tog sig vidare från semifinal till final. I finalen gick det något långsammare och laget kom på sjätte plats. Förutom de Lima sprang Claudinei da Silva, Robson da Silva och Ribeiro.
Vid VM i Paris 2003 sprang de Lima med Ribeiro, André Domingos da Silva och Souza, samtliga OS-medaljörer från 2000. Laget sprang in på tredje plats men har i efterhand flyttats upp till silverplatsen sedan Storbritanniens lag diskats för dopning (Dwain Chambers).
I Osaka 2007 vann det brasilianska laget sitt försöksheat, det klart långsammare av de två. I finalen blev det en fjärdeplats för de Lima, Ribeiro, Brasílio de Moraes och Viana bakom medaljörerna USA, Jamaica och Storbritannien.

## 100 meter

### Olympiska spel
På 100 meter kom de Lima tvåa i sitt försöksheat i Sydney 2000 efter amerikanen Curtis Johnson. I sitt kvartsfinalheat kom han på femte plats, med den totalt tjugonde bästa tiden, och missade därmed vidare avancemang.
I Aten 2004 kom han fyra i sitt försöksheat och gick vidare på tid. I kvartsfinalen kom han trea i sitt heat och gick därmed vidare till semifinal på placering, men med den klart sämsta tiden. Han kom också sist i sin semifinal, men på en delad elfteplats totalt tidsmässigt.
I Peking 2008 gick de Lima vidare från sitt försöksheat genom att komma på tredje plats. I kvartsfinalen kom han dock bara sexa och slogs därmed ut ur tävlingen.

### Andra mästerskap
Vid sitt första individuella VM-lopp, i Sevilla 1999, kom de Lima femma i sitt försöksheat på en tid som räckte för en kvartsfinalplats. I sin kvartsfinal kom han dock näst sist.
År 2006 vann de Lima 100-meterstävlingen vid de Iberisk-amerikanska mästerskapen på tiden 10,22 sekunder. Han deltog även på 200 meter.
Efter att inte ha tävlat individuellt i flera världsmästerskap tog sig de Lima vid VM i Osaka 2007 vidare från sitt försöksheat på placering efter en tredjeplats. Kvartsfinalens sjätteplats räckte dock inte till vidare avancemang.

## Inomhus
Vid IVM i Birmingham 2003 vann de Lima sitt försöksheat på tiden 6,63 sekunder, nytt sydamerikanskt rekord. I semifinalen gick det långsammare och han blev utslagen efter en sjätteplats i sitt heat.
Vid IVM 2006 i Moskva kom de Lima på tredje plats i sitt försöksheat på 60 meter och på nytt i sin semifinal, då på det nya sydamerikansk rekordet 6,60 sekunder. I finalen sprang han två hundradelar långsammare och slutade på sjunde plats.
Vid IVM i Valencia 2008 tog sig de Lima vidare från försöken på placering via en säker andraplats. Från semifinalen gick han på nytt vidare på placering efter en andraplats på tiden 6,59 sekunder, en hundradel från hans då precis två veckor gamla sydamerikanska rekord. I finalen gick det ytterligare en hundradel långsammare, vilket räckte till femte plats.

## Personliga rekord
| Gren       | Tid   | Plats     | Datum            |
| ---------- | ----- | --------- | ---------------- |
| 100 meter  | 10,13 | São Paulo | 6 juni 2004      |
| 200 meter  | 20,39 | Belém     | 23 maj 2004      |
| 60 m. inne | 6,58  | Paris     | 22 februari 2008 |

De Limas personliga rekord på 60 meter är (september 2008) gällande sydamerikanskt rekord på sträckan. Det sydamerikanska stafettrekord han bidrog till att sätta vid OS 2000 står sig också alltjämt (september 2008).